# Шламохранилище Качканарского горно-обогатительного комбината
Шламохрани́лище Качка́нарского го́рно-обогати́тельного комбина́та — накопитель твёрдых отходов обогащения железной руды на территории Качканарского муниципального округа. Эксплуатируется с 1963 года.
Крупнейшее шламохранилище Свердловской области. По данным 2016 года площадь составила 1545,4 га, объём уложенных хвостов достиг 857,87 млн м³. С 2020-х годов площадь под складирование хвостов мокрой магнитной сепарации увеличена на 99,3 га для строительство нового отсека.

## История
При проектировании технологии добычи и переработки руды и размещения корпусов Качканарского горно-обогатительного комбината местом складирования хвостов мокрой магнитной сепарации была выбрана долина рек Выи и её правого притока Рогалёвки. В летние периоды 1959—1960 годов Выя была запружена плотиной с образованием Нижне-Качканарского водохранилища к западу и будущего шламохранилища на востоке.
Комплекс шламохранилища был построен по проекту московского института «Союзводоканалпроект», в апреле 1962 года на шламохранилище была принята первая вода, полноценная эксплуатация началась в 1963 году. Пионерная Береговая ограждающая дамба, сложенная первоначально суглинистыми грунтами от выемки отводного канала Рогалёвки, имела высоту 3—5 метров, в дальнейшем наращивалась намывкой хвостов мокрой магнитной сепарации.
В 1980-х годах сотрудниками Уральского государственного университета проводились опыты по рекультивации поверхности шламохранилища. Было выявлено положительное влияние нанесения на поверхность субстратирующих добавок в виде отходов работы Качканарской ТЭЦ, работавшей на торфе, а также глины.
После достижения максимальной проектной высоты Рогалёвского отсека и исчерпания его ёмкости в 1981 году хвостохранилище реконструировали с организацией к северу от Рогалёвского дополнительного Промежуточного отсека и водосбросных каналов между ними в месте примыкания Разделительной дамбы к горе Большая Луковая. В 2011 году в Промежуточном отсеке была построена новая дамба длиной 196 м.
По итогам общественных слушаний в 2021 году администрация Качканарского городского округа одобрила проект расширения хвостохранилища на 99,3 га. С 2020-х годов реализуется проект строительства нового отсека с внедрением технологии сгущения пульпы.

## Характеристики и технология
Гидротехническое сооружение долинного типа состоит из Рогалёвского (южного), Промежуточного (северного) и Выйского (западного) отсеков, расположенных каскадом. В начальный период деятельности комбината хвосты складировали в Рогалёвский отсек, образованный долиной Рогалёвки и ограждающей дамбой. Максимальная абсолютная высота ограждающих дамб достигает 100 метров, площадь хвостохранилища более 90 га.
Транспортировка пульпы производится грунтовыми насосами в три подъёма. В Рогалевском и Промежуточном отсеках производится укладка хвостов и предварительное осветление оборотной воды, которая через сифонный водосброс перепускается в Выйский отсек, где происходит её доосветление для дальнейшего возврата в цикл оборотного водоснабжения комбината. Также Выйский отсек пополняется стоками Рогалевки, дренажными водами из Рогалевского и Промежуточного отсеков, а также водой карьерных водоотливов и пульпой из аварийной ёмкости пульпонасосных станций. Наращивание дамб осуществляется путём наталкивания хвостов из «пляжной» зоны пульповодов бульдозерами или драглайном.
После формирования новых ярусов дамб на них производится переукладка распределительных пульповодов. Ежегодно переукладывается около 40 км труб пульповодов и строится около 7 км новых.
По состоянию на 2003 год объём хвостов, уложенных в отсеки шламохранилища, составил 580 млн м³. К 2005 году объём уложенных хвостов достиг 640 млн м³, к 2006 году — 655 млн м³. За 2012 год в хвостохранилище было складировано 22,3 млн м³ хвостов, к 2013 году общий объём уложенных хвостов достиг 786,9 млн м³, а среднегодовой объём перекачиваемой пульпы составил 480 млн м³. По данным 2016 года площадь шламохранилища составила 1545,4 га, объём уложенных хвостов достиг 857,87 млн м³.
С 2021 года реализуется проект расширения хвостохранилища с внедрением технологии сгущения пульпы в двух сгустителях диаметром 60 метров каждый и строительством нового отсека. Содержание твёрдой фракции в пульпе предполагается довести до 40 %, что позволит сократить энергозатраты на транспортировку хвостов. По состоянию на 2024 год построены сгустители, подстанция, новая пульпо-насосная станция, дренажные скважины для перехвата воды и вспомогательные объекты. В июле 2024 года на комплексе сгущения начались пуско-наладочные работы.

## Инциденты
2 ноября 1999 года в 17 часов местного времени произошёл прорыв участка Разделительной дамбы шламохранилища, что привело к затоплению территории близлежащих населённых пунктов, в том числе Качканара, Лесного, Валериановска и Иса, и подъёму уровня воды в Вые и Туре. Шламом была загрязнена только поймы реки Выя. Общий объём сошедшей пульпы оценивается в 20 млн м³, образовавшийся проран имел ширину 130 метров и глубину 20 метров (до коренного грунта). Работа комбината была парализована. Потоком шлама снесло два моста, опоры газопровода, также были повреждены линии связи и линии электропередачи, размыло около 60 метров автодороги в районе посёлка Бушуевка, а также подходы к мосту через Выю, что нарушило сообщение по трассе Качканар — Нижняя Тура — Екатеринбург. Экономический ущерб от аварии оценивался в 200—250 млн рублей.
Техническими причинами аварии стало разрушение водосбросного сооружения № 13 из Рогалёвского отсека в Промежуточный, не эксплуатировавшегося с осени 1991 года. С этого периода переток воды между отсеками осуществлялся по временному открытому каналу, строительство которого не было предусмотрено проектом. В итоге временный канал эксплуатировался более 8 лет, что привело к ослаблению конструкции на отдельных участках дамбы и её разрушению. Усугубили ситуацию перебои в энергоснабжении предприятия в октябре 1999 года, которые привели к значительным (до 0,6 метров) резким колебаниям уровня воды в прудке.
В числе организационных причин аварии назывались недостаточное энергоснабжение, ограниченная ремонтная база облуживания объектов шламохранилища, дефицит финансирования и некомпетентность руководства.

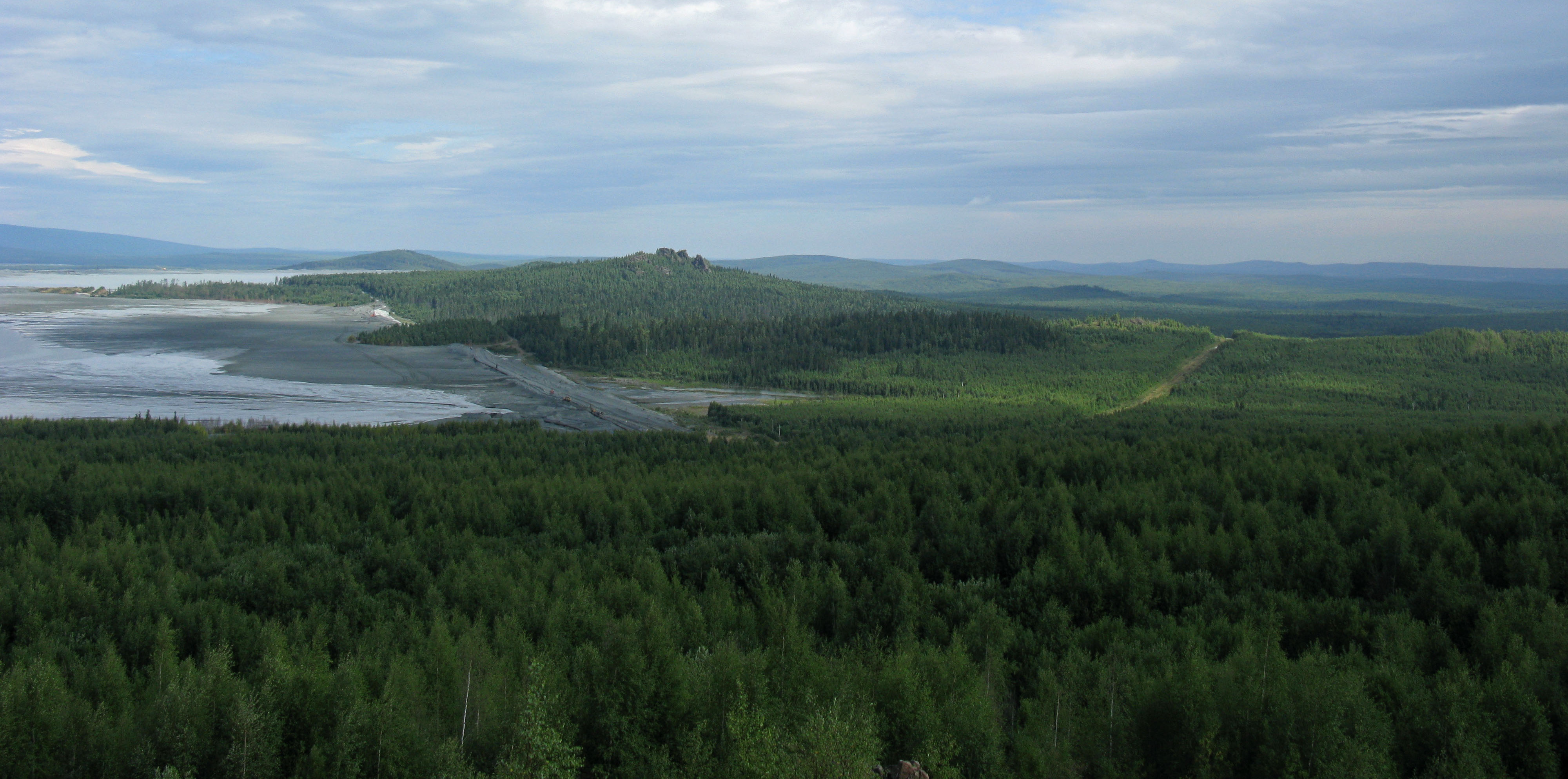
В районе горы Большая Луковая (в центре на дальнем плане, 2008)
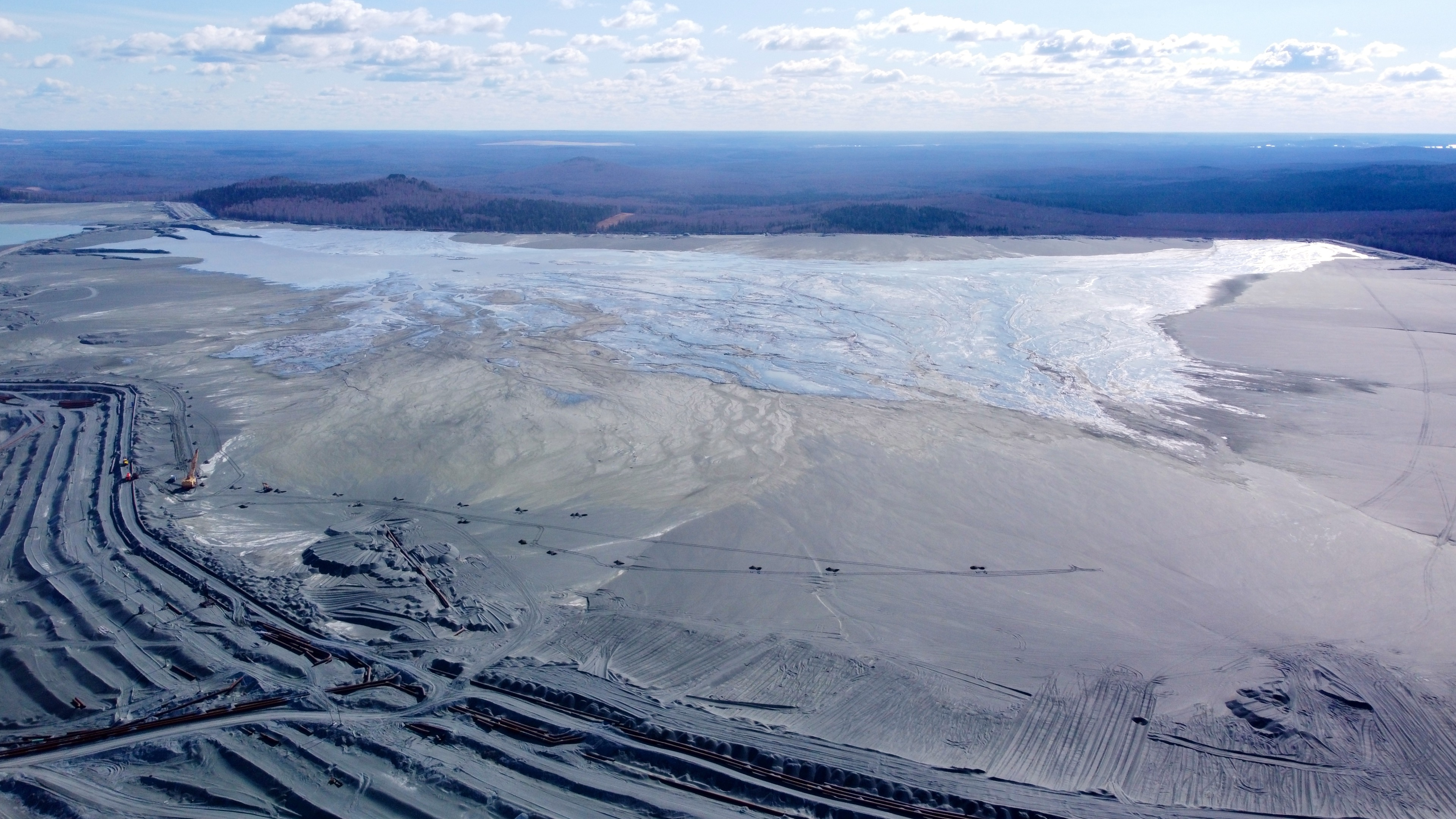
Рогалёвский отсек (2022)
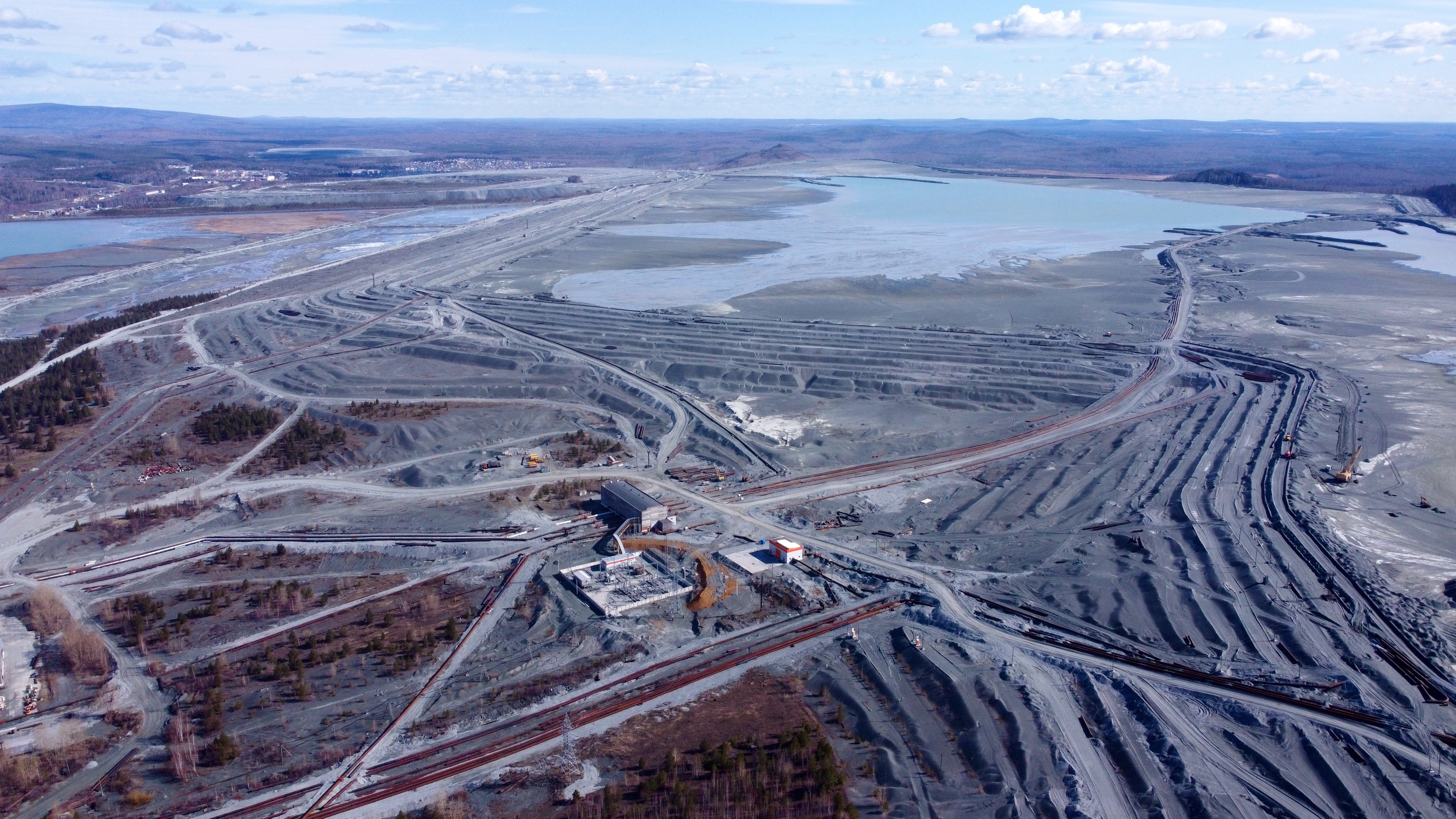
Пульповоды
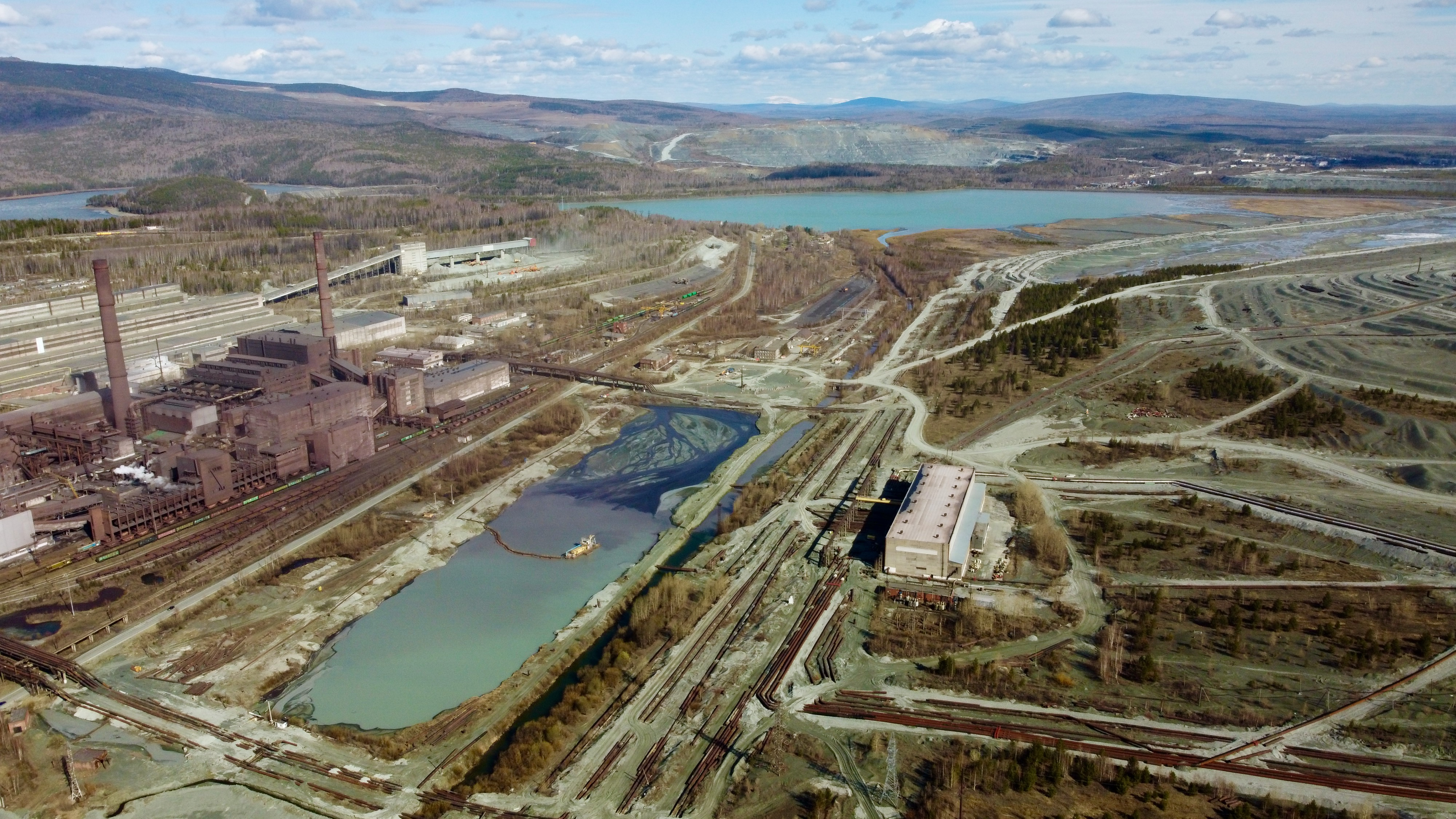
Аварийный прудок и земснаряд
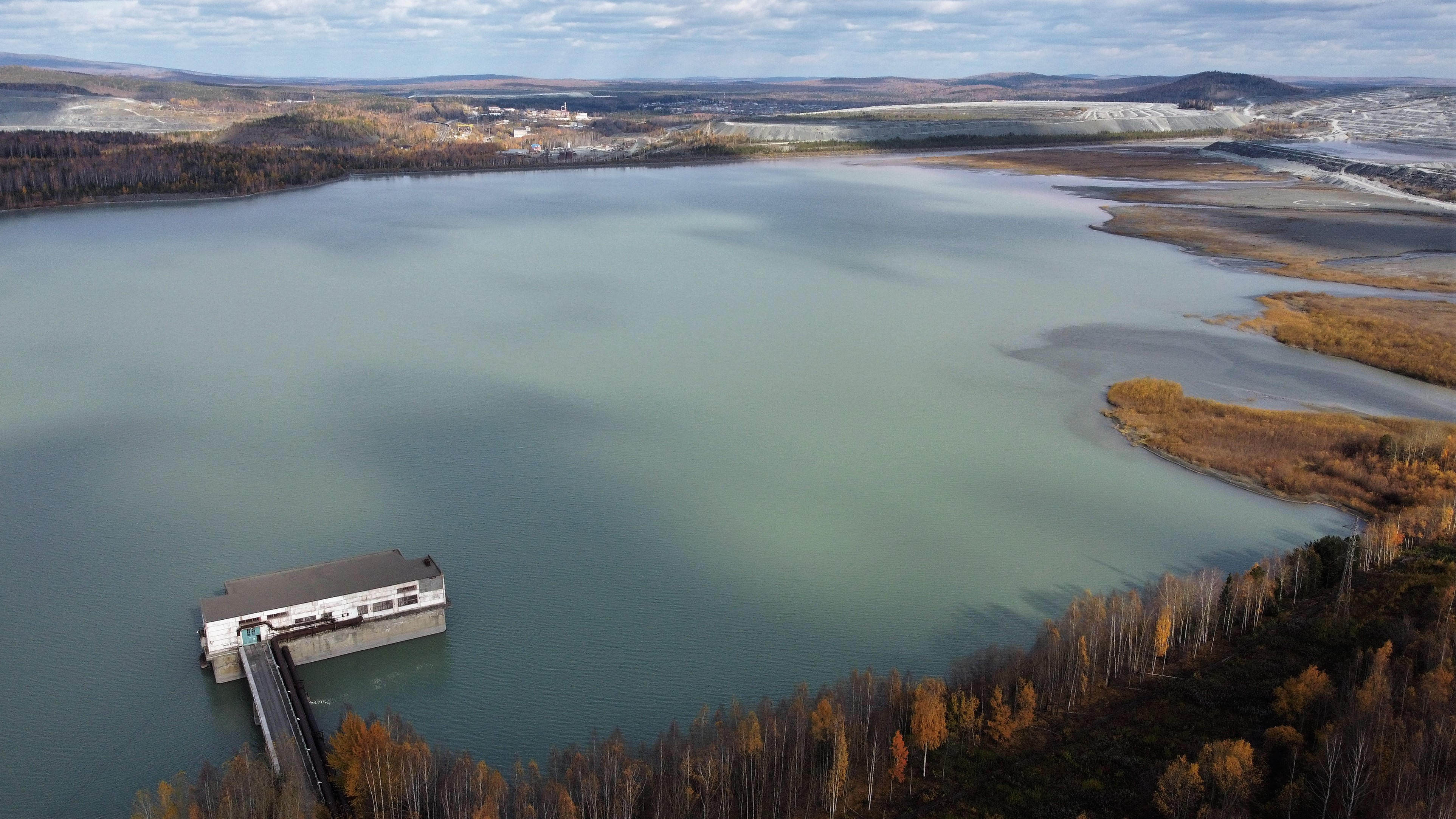
Выйский отсек и насосная станция оборотного водоснабжения (октябрь 2020)
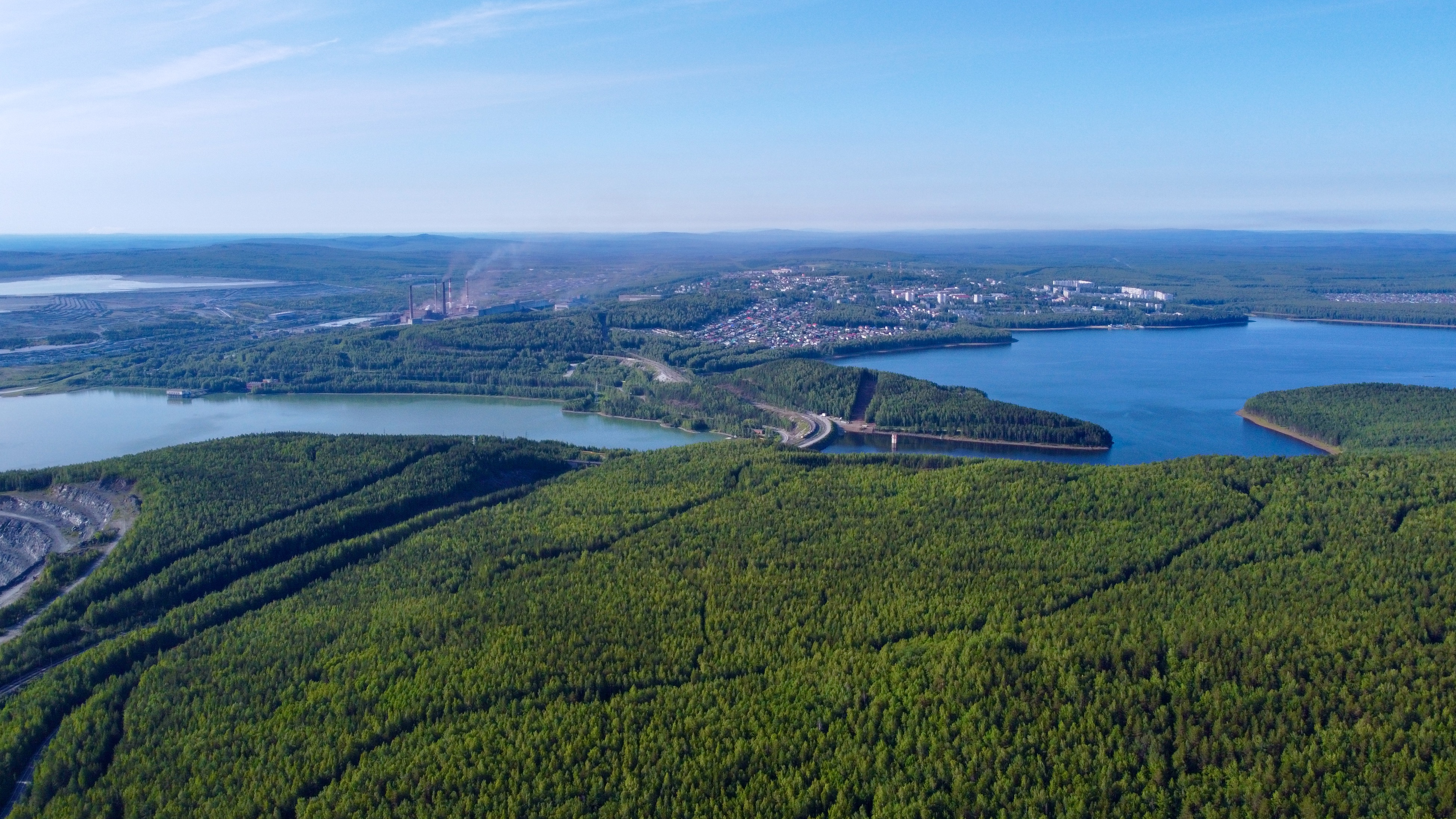
Справа Нижне-Качканарское водохранилище, в центре Выйская плотина, слева Выйский отсек шламохранилища
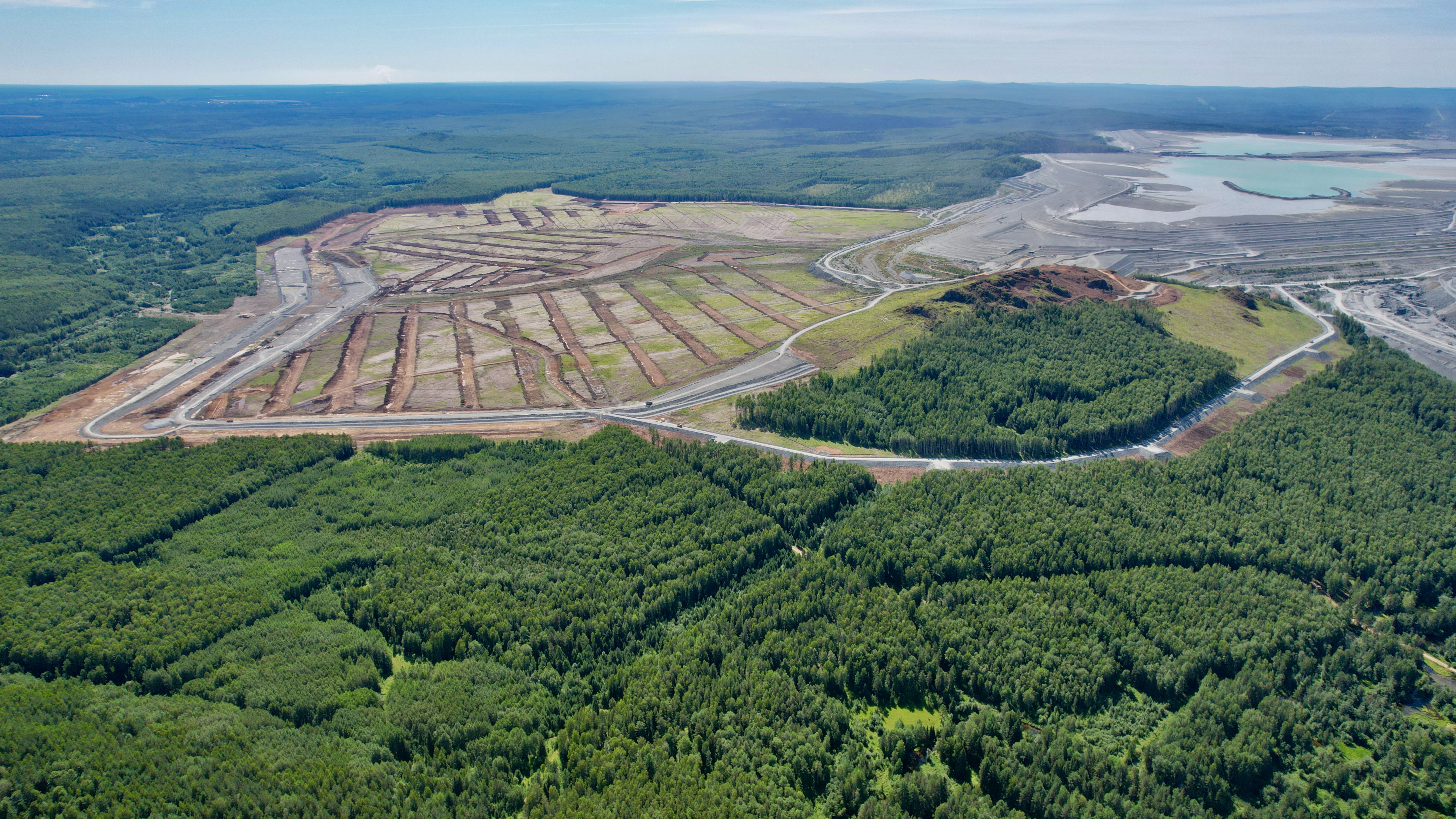
Строительство нового отсека в 2022 году